# Juoksenki
Juoksenki är en ort i Pello kommun i landskapet Lappland i Finland. Juoksenki utgjorde en tätort (finska: taajama) vid folkräkningarna 1960, 1970 och 1980.
Orten ligger vid Torneälvens östra strand, mitt emot den svenska orten Juoksengi. Vägförbindelse med Sverige finns i Övertorneå och Pello via bro.

## Befolkningsutveckling
| Befolkningsutvecklingen i Juoksenki 1960–1980 | Befolkningsutvecklingen i Juoksenki 1960–1980 | Befolkningsutvecklingen i Juoksenki 1960–1980 | Befolkningsutvecklingen i Juoksenki 1960–1980 | Befolkningsutvecklingen i Juoksenki 1960–1980 |
| --------------------------------------------- | --------------------------------------------- | --------------------------------------------- | --------------------------------------------- | --------------------------------------------- |
|                                               |                                               |                                               |                                               |                                               |
| År                                            |                                               |                                               | Folkmängd                                     | Landareal (km²)                               |
| 1960                                          | 1960                                          |                                               | 432                                           | 2,40                                          |
| 1970                                          | 1970                                          |                                               | 283                                           | 2,40                                          |
| 1980                                          | 1980                                          |                                               | 228                                           | 3,5                                           |